# Eduardo Recife
Eduardo Recife (1980 –) brazil festőművész, művész, illusztrátor, grafikus és nyomdász. Megrendelői közt van a The New York Times, az Entertainment Weekly, az HBO és a Showtime.